# Bailee Madison
Bailee Madison (Florida, Fort Lauderdale, 1999. október 15.–) amerikai színésznő, énekesnő, producer.
Először a Híd Terabithia földjére (2007) című fantasy drámafilmben May Belle Aarons szerepével vált ismertté.

## Élete és pályafutása

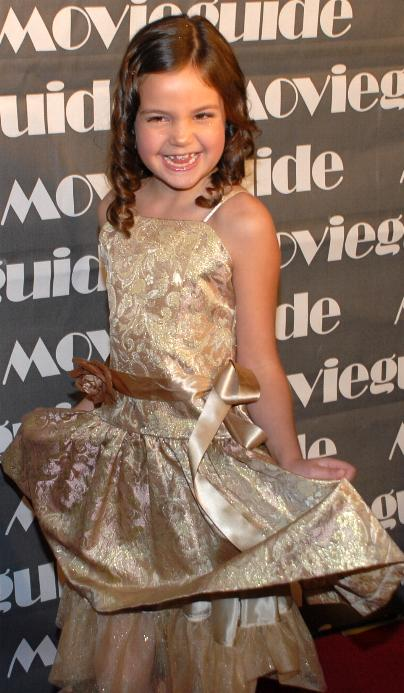
2008-ban

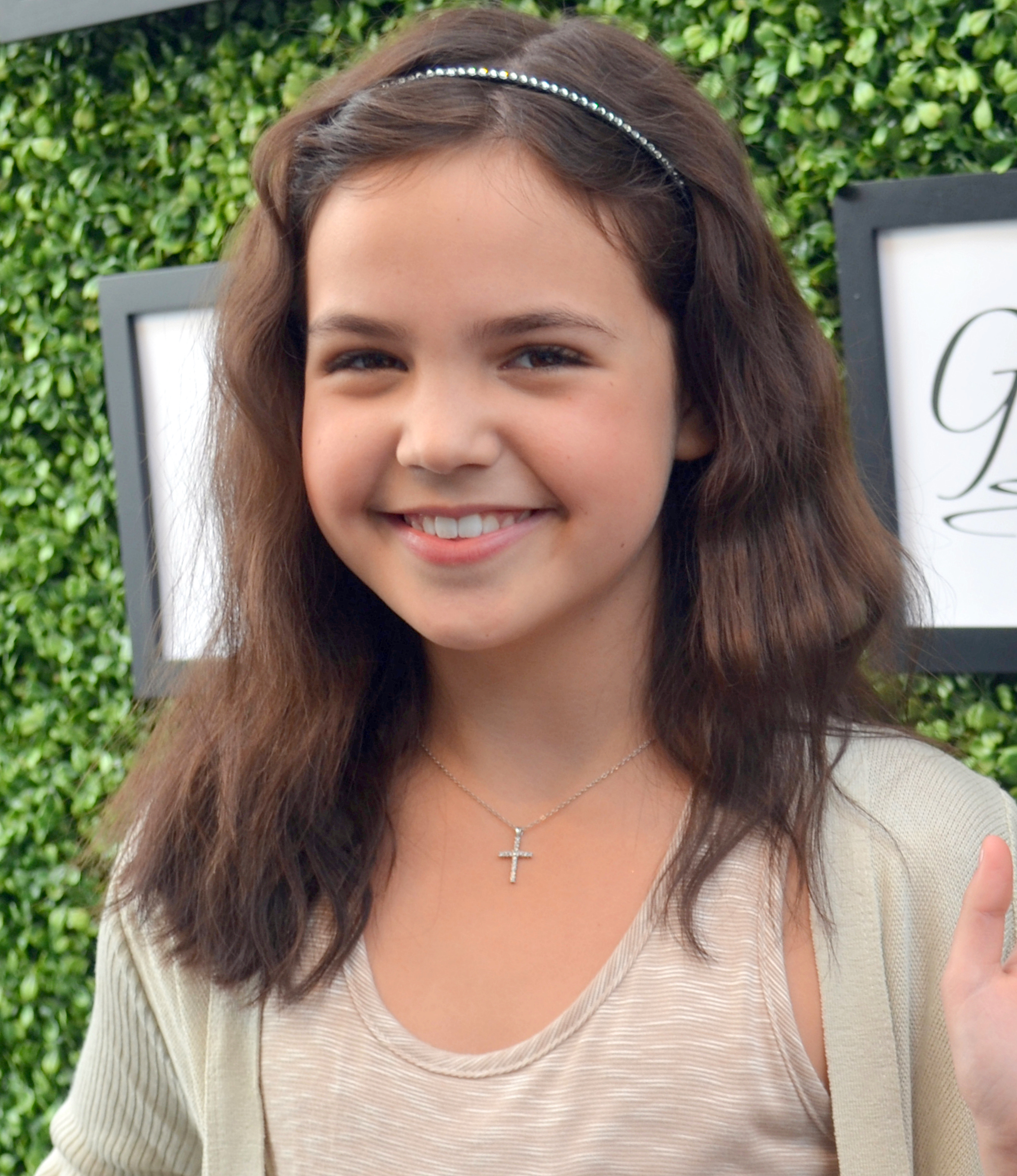
2012-ben

Madison a floridai Fort Lauderdaleben született, hét gyermek közül a legfiatalabbként. Négy bátyja és két nővére van. Idősebb nővére, Kaitlin Vilasuso szintén színésznő. Édesanyja Patricia Riley. Karrierje két hetes korában kezdődött, amikor egy Office Depot reklámban szerepelt. Azóta számos országos reklámfilmben szerepelt, többek között a Disney, a SeaWorld és a Cadillac megbízásából. Emellett az Alex's Lemonade Stand Foundation gyermekrák elleni jótékonysági szervezet országos ifjúsági szóvivőjeként is tevékenykedik.

## Filmográfia

### Film
| Év   | Magyar cím                   | Eredeti cím                                  | Szerep                     | Magyar hang    |
| ---- | ---------------------------- | -------------------------------------------- | -------------------------- | -------------- |
| 2006 | Gyilkos szerelem             | Lonely Hearts                                | Rainelle Downing           |                |
| 2007 | Híd Terabithia földjére      | Bridge to Terabithia                         | May Belle Aarons           | Kiss Bernadett |
| 2007 | Kukkolók – A film            | Look                                         | Megan                      |                |
| 2007 | Sarah Cain megmentése        | Saving Sarah Cain                            | Hannah Cottrell            |                |
| 2007 | A vakáció utolsó napja       | The Last Day of Summer                       | Maxine                     |                |
| 2008 | Csodaországban               | Phoebe in Wonderland                         | Olivia Lichten             |                |
| 2009 | Testvérek                    | Brothers                                     | Isabelle Cahill            | Kiss Bernadett |
| 2010 | Láthatatlan jel              | An Invisible Sign                            | Mona Gray fiatalon         | Jelinek Éva    |
| 2010 | Meggyőződés                  | Conviction                                   | Betty Anne Waters fiatalon | Kántor Kitty   |
| 2010 |                              | Letters to God                               | Samantha Perryfield        |                |
| 2010 | Ne félj a sötéttől!          | Don't Be Afraid of the Dark                  | Sally Hurst                |                |
| 2011 | Kellékfeleség                | Just Go With It                              | Maggie Murphy (Kiki Dee)   | Hermann Lilla  |
| 2011 |                              | 25 Hill                                      | Kate Slater (cameo)]       |                |
| 2012 | Szülői felügyelet nélkül     | Parental Guidance                            | Harper Simmons             | Pekár Adrienn  |
| 2012 |                              | Monica (rövidfilm)                           | Monica (hangja)            |                |
| 2012 | Angyalok a porondon          | Cowgirls 'n Angels                           | Ida Clayton                |                |
| 2013 |                              | The Magic Bracelet (rövidfilm)               | Ashley                     |                |
| 2014 |                              | Watercolor Postcards                         | Cotton                     |                |
| 2016 | Karácsony kis szépséghibával | Holiday Joy                                  | Joy                        | Hermann Lilla  |
| 2016 |                              | Annabelle Hooper and the Ghosts of Nantucket | Annabelle Hooper           |                |
| 2017 |                              | A Cowgirl's Story                            | Dusty Rhodes               |                |
| 2018 | Hívatlanok 2. – Éjjeli préda | The Strangers: Prey at Night                 | Kinsey                     | Hermann Lilla  |
| 2019 |                              | Love & Debt                                  | Melissa Warner             |                |
| 2021 | Életem nyara                 | A Week Away                                  | Avery                      | Staub Viktória |
| 2021 |                              | A Cinderella Story: Starstruck               | Finley Tremaine            |                |

### Videóklipek
| Év   | Cím            | Előadó         | Szerep               | Megjegyzés |
| ---- | -------------- | -------------- | -------------------- | ---------- |
| 2017 | "Love You So"  | Alex Lange     | Alex barátnője       |            |
| 2019 | "Foolish"      | Meghan Trainor | Meghan party vendége |            |
| 2019 | "All the Ways" | Meghan Trainor | A medve szerelme     |            |
| 2019 | "Love Again"   | New Hope Club  | Blake barátnője      |            |
| 2020 | "Worse"        | New Hope Club  | Blake barátnője      | rendező is |

## Fordítás
- Ez a szócikk részben vagy egészben  a   Bailee Madison című angol Wikipédia-szócikk fordításán alapul.  Az eredeti cikk szerkesztőit annak laptörténete sorolja fel. Ez a jelzés csupán a megfogalmazás eredetét és a szerzői jogokat jelzi, nem szolgál a cikkben szereplő információk forrásmegjelöléseként.